# Gia Toussaint
Gia Toussaint (* 1959 in Hamburg) ist eine deutsche Kunsthistorikerin. Sie ist Privatdozentin an der Universität Hamburg. Derzeit hat sie eine Forschungsstelle an der Herzog August Bibliothek in Wolfenbüttel.

## Leben und Wirken
Nach einer Ausbildung als Augenoptikerin und anschließender Berufstätigkeit studierte sie an der Universität Hamburg die Fächer Kunstgeschichte, Klassische Archäologie, Neuere Literaturwissenschaft und Kirchen- und Dogmengeschichte. In Hamburg wurde sie 2002 promoviert mit einer Arbeit über ein mittelalterliches Andachtsbuch: „Das Passional der Kunigunde von Böhmen“. Die Dissertation wurde mit dem Förderpreis der Joachim-Jungius-Gesellschaft der Wissenschaften (Hamburg) ausgezeichnet. Als wissenschaftliche Mitarbeiterin war sie in verschiedenen Forschungsprojekten an der Universität Paderborn (Kultur als Text und Bild, 2000–2002) und der Universität Hamburg (Reliquare als Konstruktion und Wahrnehmung von Heiligkeit, 2002–2007) tätig. 2008–2011 hatte sie eine eigene, von der Deutschen Forschungsgemeinschaft (DFG) finanzierte Stelle zum Thema „Ex Oriente. Dinge aus dem Osten und ihre Inszenierung in Werken mittelalterlicher Schatzkunst“. 2010 habilitierte sie sich an der Universität Hamburg mit der Arbeit „Kreuz und Knochen. Die Sichtbarkeit von Reliquien im Zeitalter der Kreuzzüge“ und erhielt die Lehrbefugnis für das Fach Kunstgeschichte. Im Jahr 2014/15 vertrat sie den Lehrstuhl für mittelalterliche Kunstgeschichte an der Karl-Franzens-Universität Graz.
Seit 2002 arbeitet Gia Toussaint im Rahmen von zahlreichen Projekten und Fellowships zur Kunst- und Kulturgeschichte des gesamten Mittelalters. Schwerpunkte ihrer Arbeit liegen in den Bereichen Frömmigkeitsgeschichte, insbes. Text-Bild-Beziehungen in Buchmalerei und Druck, Heiligen- und Reliquienverehrung, Schatzkunst, Kulturtransfer, Material und Materialität. Derzeit forscht sie auf einer eigenen Stelle (finanziert von der Deutschen Forschungsgemeinschaft) über private Gebetbücher aus niedersächsischen Frauenklöstern.

## Mitarbeit in Gremien und Verbänden
- Mitglied im Wissenschaftlichen Beirat des „Forum Kunst des Mittelalters“
- Mitglied im DFG-Netzwerk „Zeitfugen“
- Verband Deutscher Kunsthistoriker
- Mediävistenverband

## Veröffentlichungen (in Auswahl)
als Autorin
- Das Passional der Kunigunde von Böhmen. Bildrhetorik und Spiritualität. Verlag F. Schöningh, Paderborn 2003, ISBN 978-3-506-79162-7.
- Kreuz und Knochen. Reliquien zur Zeit der Kreuzzüge. Dietrich Reimer Verlag, Berlin 2011, ISBN 978-3-496-01431-7.

Zahlreiche wissenschaftliche Aufsätze und Rezensionen zu den oben genannten Forschungsschwerpunkten.
als Herausgeberin
- mit Bruno Reudenbach: Reliquiare im Mittelalter. Akademie-Verlag, Berlin 2005, 2. Aufl. 2011; ISBN 978-3-05-004913-7 (doi:10.1524/9783050049960)
- mit Patrizia Carmassi: Codex und Material. Reichert Verlag, Wiesbaden 2018, ISBN 978-3-447-10937-6, Rezension.